# William Harvell
William Gladstone Harvell (25. september 1907 i Farnham – 13. maj 1985 i Portsmouth) var en fransk cykelrytter som deltog i de olympiske lege 1932 i Los Angeles.
Harvell vandt en bronzemedalje i banecykling i disciplinen 1000 m tempo, under OL 1932 i Los Angeles. Han var med på det britiske hold som kom på en tredjeplads i konkurrencen i 4000 meter forfølgelsesløb efter Italien og Frankrig. De andre på holdet var Ernest Johnson, Charles Holland og Frank Southall.